# Batalha de Singapura

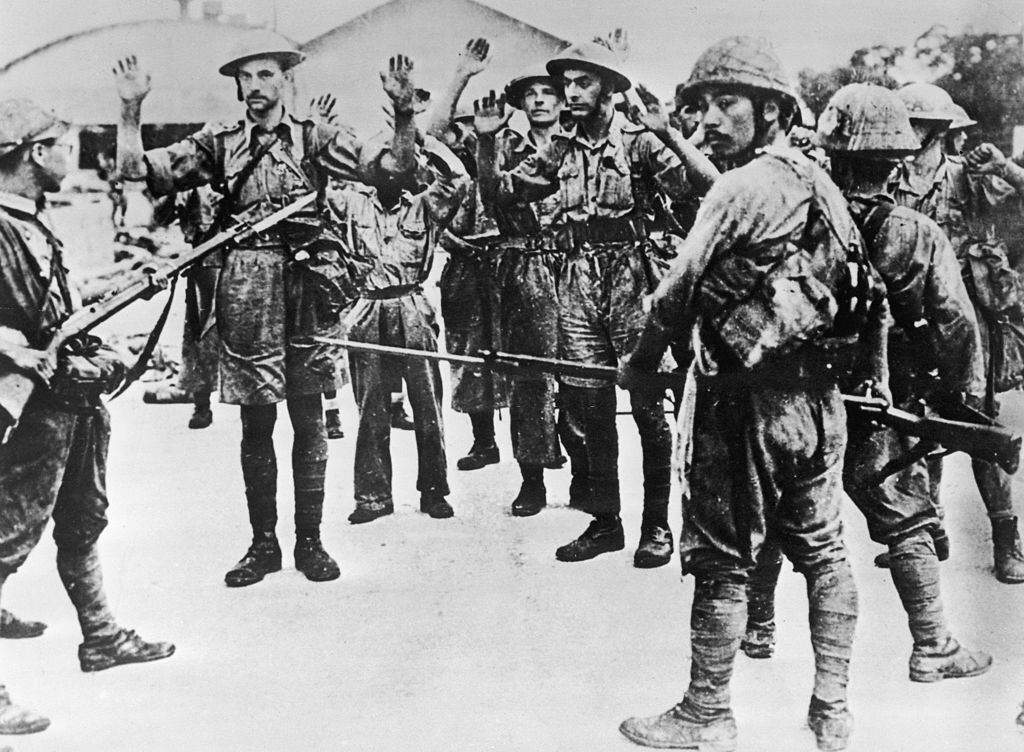
Soldados britânicos rendidos pelos japoneses, em fevereiro de 1942.

O Cerco de Singapura ou Batalha de Singapura foi uma batalha da Segunda Guerra Mundial que ocorreu entre 31 de Janeiro e 15 de Fevereiro de 1942.
Desde os anos 20 do século XX que a Inglaterra fizera desta ilha, entre o Oceano Pacífico e o Oceano Índico, a sua principal base naval no Extremo Oriente. Fortaleza inexpugnável, assim se pensava, cujos acessos estavam defendidos pelo mar e pela selva, Singapura era uma peça-chave no tabuleiro de xadrez britânico.
Na altura, guarnição militar era composta por soldados ingleses, escoceses, australianos, "sikhs" indianos, muçulmanos, "gurkhas", malaios e voluntários chineses. Previa-se que estes contingentes seriam ainda reforçados por alguns batalhões de infantaria canadianos e pelos couraçados Prince of Wales e Repulse, juntamente com uma escolta de contratorpedeiros deslocados pelo comando aliado para Hong-Kong. Na costa nordeste da ilha encontrava-se a grande base naval, cuja construção demorara quase vinte anos e compreendia cerca de 60 km² de fundeadouro para navios de grande calado. Mas o que se julgava impensável aconteceu.
A destruição da frota americana do Pacífico a 7 de Dezembro de 1941 e o afundamento dos citados couraçados ingleses a 10 do mesmo mês pela Força Aérea Japonesa, abriu o caminho ao avanço nipónico. Além disso, o exército invasor estava muito bem preparado para a guerra na selva (chegando, inclusivamente, a infantaria a usar bicicletas que se cotaram como um meio eficaz de locomoção; utilizaram barcos pneumáticos e balsas indígenas feitas de bambu para percorrer rios infestados de crocodilos; tinham equipamento para se proteger das picadas de insectos, logo, das doenças tropicais) e não hesitou em atacar este importante ponto estratégico.
O cerco de Singapura começou num Sábado, dia 31 de Janeiro. Durante quase duas semanas os sitiados resistiram como puderam aos assaltos nipónicos. Contudo, dada a intensidade dos bombardeamentos aéreos, as constantes vagas de assalto que permitiam a infiltração de um cada vez maior número de soldados japoneses, o esgotamento dos defensores e o fracasso dos contra-ataques aliados, já se previa que o resultado final seria a rendição.
A 11 de Fevereiro uma aeronave japonesa lançou panfletos assinados pelo comandante Tomoyuki Yamashita aconselhando a rendição; os Aliados ainda resistiram mais alguns dias, durante os quais procuraram sabotar e destruir todas as principais estruturas que os inimigos pudessem aproveitar (a doca seca, a maior do Mundo, foi completamente destruída) e, por fim, desistiram da luta. Em 15 de setembro, o comandante das forças britânicas em Singapura formalmente assina a rendição de suas tropas.
A bandeira do Sol Nascente passava a dominar a ilha; depois de uma marcha através de 700 km de selva julgada impenetrável, os japoneses podiam vangloriar-se do resultado alcançado. A queda de Singapura abria-lhes a estrada das Índias Orientais Holandesas. No terreno, passa a organizar-se uma tenaz resistência que produzirá heróis como Lim Bo Seng. Só no dia 6 de Setembro de 1945 será libertada pelos britânicos.